# Cartone d'arazzo
Il cartone d'arazzo è il modello in misura reale che si utilizza per la realizzazione di un arazzo. Viene preparato da un artista cartonnier, sovente è un pittore, anche di grande notorietà. 
Nella preparazione del cartone l'artista non è completamente libero di esprimersi ma deve tenere conto di molti fattori: del contesto (la dimensione del filato usato che determina la grana), del materiale, dell'imborso (il ritiro quando il pezzo viene tolto dal telaio che è maggiore per l'ordito che per la trama) e soprattutto delle caratteristiche tecniche della tessitura: 
- le linee della composizione che si presentano nel senso della trama saranno riprodotte con la massima precisione  e la sottigliezza del contesto scelto.
- le linee che seguono il senso dell'ordito avranno andamento a scala e la loro sottigliezza massima sarà dello spessore di due fili d'ordito.
- I raggi, i tratteggi, le ombreggiature, saranno realizzabili solo per il senso della trama.
- più il contesto è grosso più difficile sarà rendere correttamente le forme curve, che avranno inevitabilmente un effetto scalato.
- su un telaio a basso liccio la tessitura si esegue a rovescio, l'arazzo risulterà simmetrico rispetto al cartone, riprodotto a specchio.

Inoltre deve tener conto che i colori dei filati di lana, anche se con alto coefficiente di resistenza alla luce, scadono un po' prima di stabilizzarsi e comunque la loro intensità viene leggermente diminuita dalla grana, per l'effetto ottico di ombra creato dai minuscoli rilievi del tessuto, per cui bisogna montare, cioè rendere più intensa, la gamma delle tinte.

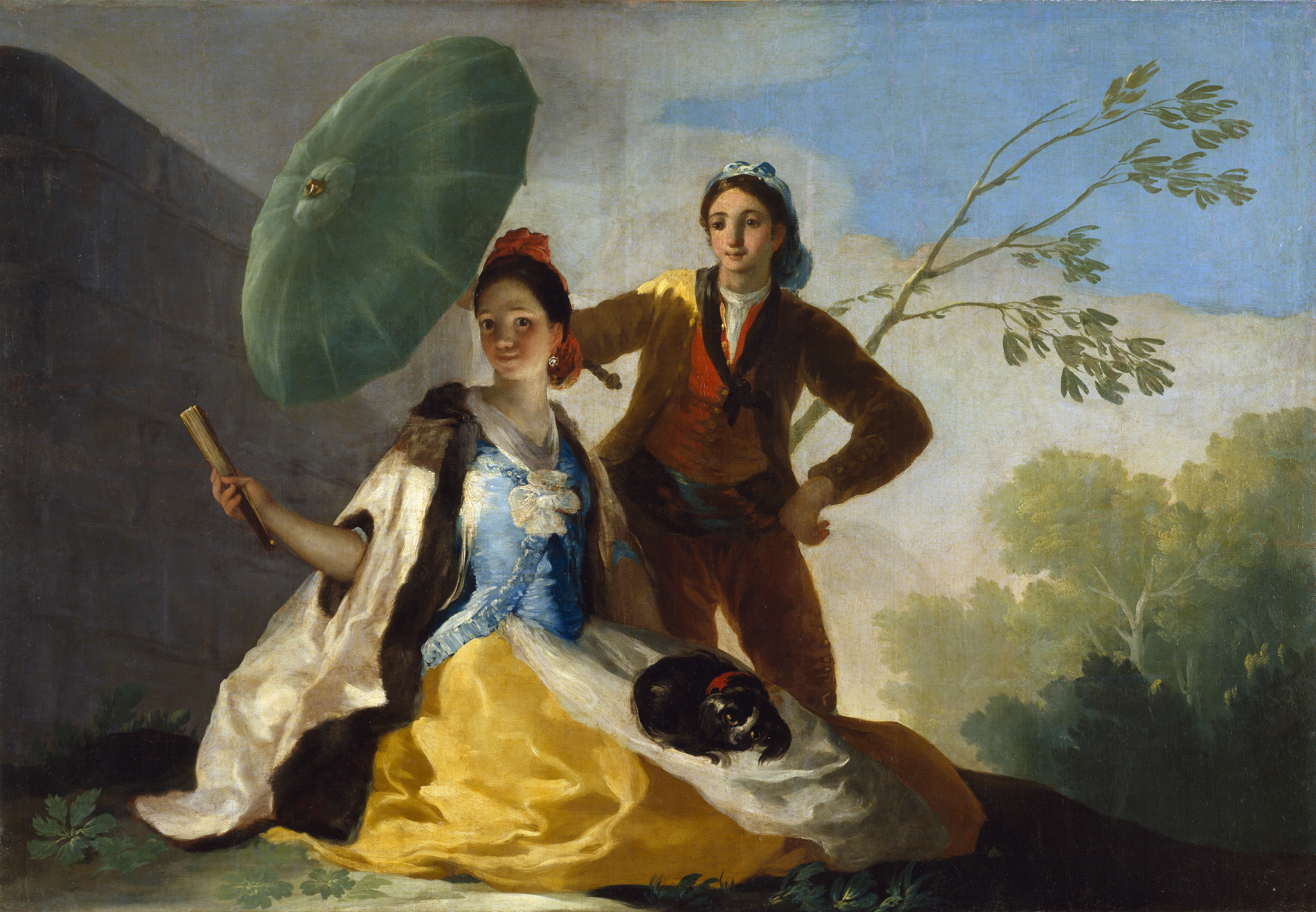
Cartone d'arazzo eseguito da Goya, Museo del Prado, Madrid

## Tecnica

### Dipinto
Il cartone può essere dipinto con colori a olio, evitando effetti di lucido o crosta, o più facilmente a guazzo, con le zone di colore differente ben definite, il passaggio di tono e lo sfumare delle tinte indicate con ombreggiature o denti di sega che saranno resi dal tessitore con tratteggi.

### Cifrato
Se il cartone è cifrato viene disegnato in bianco e nero, con una grafia estremamente precisa, indicando per ogni zona di colore un numero, che nel campionario corrisponde a un determinato colore. Metodo molto preciso che non lascia nessuno spazio interpretativo al tessitore. Questa tecnica fu messa a punto da Jean Lurçat per il ciclo Chant du monde.

### Fotografico
Partendo da un bozzetto in scala ridotta si arriva alla dimensione definitiva attraverso ingrandimenti fotografici. Questo metodo riduce il lavoro materiale dell'artista ma può essere applicato solo a schizzi di soggetti semplici e dipinti con estrema precisione, richiede comunque ritocchi o correzioni sull'ingrandimento.

### Diapositiva
Un moderno metodo consiste nel proiettare una diapositiva direttamente sull'ordito, che funge da schermo, in questo modo il disegno si trova direttamente e coi colori esatti sui fili. Questa tecnica è utilizzata dall'arazzeria Scassa di Asti.

## Pittori
Molti artisti, soprattutto nel passato, hanno dedicato parte della loro attività alla produzione di cartoni d'arazzo, spesso organizzati in grandi cicli, da Peter Paul Rubens, Francisco Goya, William Morris, fino a Pablo Picasso e Joan Miró.

### Raffaello
Raffaello disegnò per il papa un ciclo di dieci arazzi destinati alla Cappella Sistina raffiguranti scene della vita di San Pietro e di San Paolo, la cui tessitura fu eseguita a Bruxelles, presso la bottega di Pier van Aelst, oggi gli arazzi sono conservati alla Pinacoteca vaticana, i sette cartoni serviti da modello sono invece in possesso della corona britannica, in esposizione al Victoria and Albert Museum di Londra.
Pittori contemporanei italiani che hanno prodotto cartoni d'arazzo:
- Erulo Eroli
- Corrado Cagli
- Enrico Accatino